# Distretto di Casitas
Il distretto di Casitas è un distretto del Perù, situato nella provincia di Contralmirante Villar, nella regione di Tumbes.